# 食堂教堂

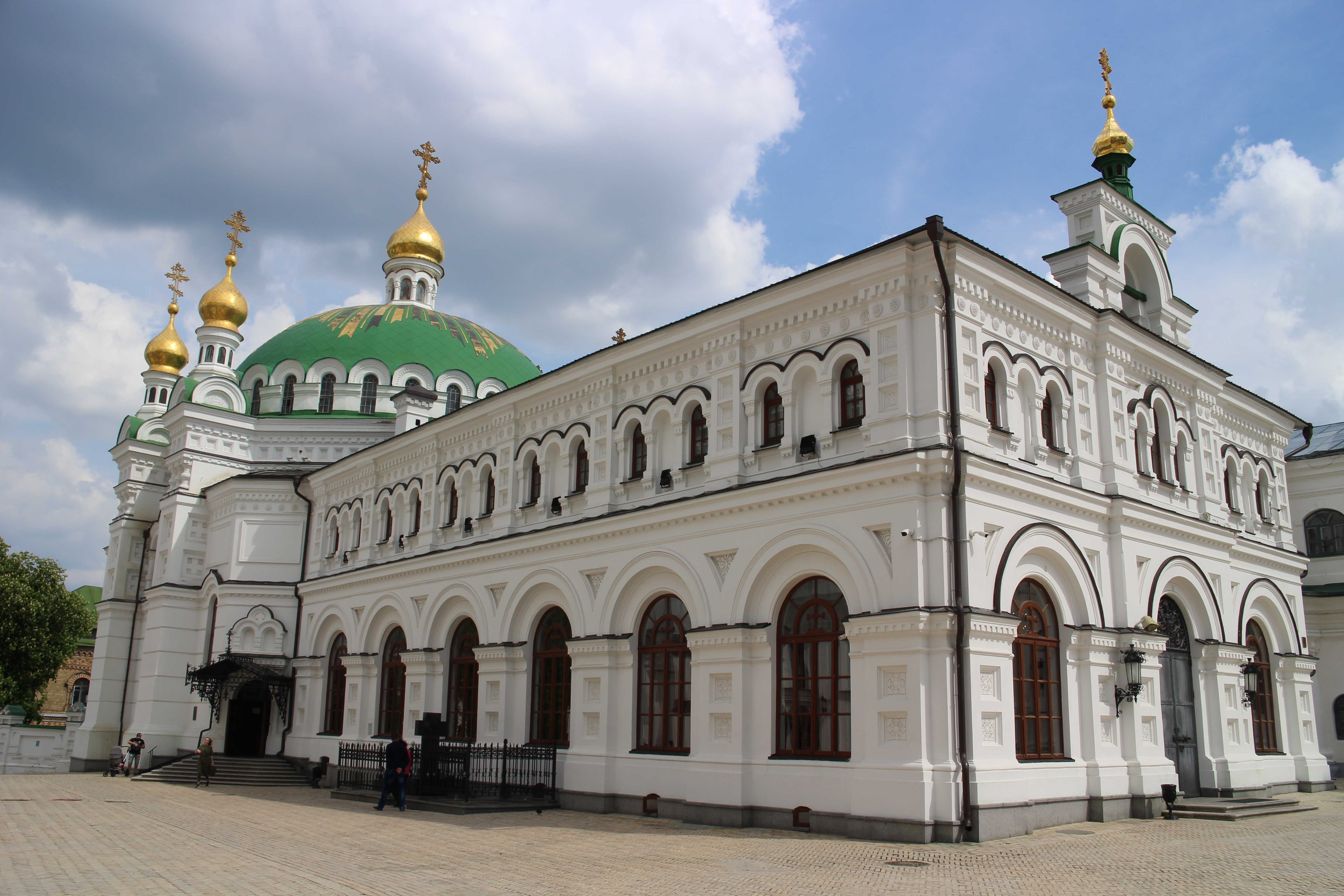
食堂教堂

食堂教堂（烏克蘭語：Трапезна церква Св. Антонія і Феодосія Печерських з палатою）是烏克蘭首都基輔洞窟修道院內的一座教堂。教堂曾是僧侶們的食堂。食堂教堂修建於1893年至1895年。彼得·斯托雷平遇刺之後，他的墓地位於教堂之內。

## 外部連結
- . Wiki-Encyclopedia Kyiv.   [December 29, 2006]. （原始内容存档于2007-11-09） （乌克兰语）. （页面存档备份，存于）

50°26′05″N 30°33′29″E / 50.4348°N 30.5581°E